# كينيث وانغ
كينيث وانغ (بالإنجليزية: Kenneth Wang)‏ هو سياسي نيوزيلندي، ولد في 1955. انتخب عضو مجلس النواب النيوزيلندي.